# Yuanfloden
Yuanfloden eller Yuan Jiang är ett vattendrag i Kina.   Det ligger i provinsen Hunan, i den centrala delen av landet, 1 300 km söder om huvudstaden Peking. Yuanfloden är en bifold till Yangtzefloden.